# Psychotria arbuscula
Psychotria arbuscula är en måreväxtart som beskrevs av Georg Ludwig August Volkens. Psychotria arbuscula ingår i släktet Psychotria och familjen måreväxter. Inga underarter finns listade i Catalogue of Life.